# Vajtang II de Georgia
Vakhtang II (fallecido en 1292), de la dinastía de Bagrationi, fue rey de Georgia de 1289 a 1292. Reinó durante la dominación mongola de Georgia.
Un hijo del rey georgiano occidental, David VI Narin, con su primera mujer Tamar, hija del Príncipe Amanelisdze, Vakhtang ascendió al trono de Georgia, con el consentimiento de los mongoles, en 1289, después de que su primo y predecesor, Demetrio II de Georgia fuera ejecutado por el Gran Kan. Leal al dominio mongol, su autoridad se extendía sólo sobre la parte oriental de Georgia, mientras que el oeste del país fue gobernado por su padre, David VI Narin (hasta 1293), y más tarde su hermano Constantine I (1293–1327).
Murió después de tres años de reinado, siendo sucedido por su primo, David VIII, como rey de Georgia en 1292. David se casó con la viuda de Vakhtang, la princesa mongola Oljath. Fue enterrado en el monasterio de Gelati cerca de Kutaisi.